# Südzentrale (Wilhelmshaven)
Die Südzentrale war ein Kraftwerk in Wilhelmshaven. Das im Jugendstil errichtete Gebäude bildete zusammen mit der Kaiser-Wilhelm-Brücke ein stadtbildprägendes Gebäudeensemble, verfiel jedoch seit seiner Stilllegung 1993 zunehmend und wurde trotz Denkmalschutz 2015 abgerissen.

## Geschichte
Die Südzentrale wurde ab Ende 1908 erbaut, um die Kaiserliche Marinewerft mit Strom zu versorgen. Der erste Bauabschnitt der Südzentrale konnte im Jahr 1911 fertiggestellt werden. In den Jahren 1914/1915 wurden Maschinenhalle und Kesselhaus um etwa elf Meter verlängert, die ursprüngliche Leistung wurde durch vier weitere Kessel im Kesselhaus und durch eine 4000 PS starke Dampfturbine im Maschinenhaus vergrößert. Bei einer zweiten Erweiterung des Kraftwerks im Jahr 1920 wurde die Leistung auf insgesamt 15.000 PS gesteigert. Die Gesamtleistung betrug nun insgesamt 11.250 Kilowatt, was die Südzentrale zum stärksten Kraftwerk ihrer Zeit machte. 1925/1926 erhielt die Südzentrale sechs gebrauchte Dieselmotoren zur Stromerzeugung, die aus U-Booten stammten.
Den Zweiten Weltkrieg überstand das Kraftwerk relativ unbeschadet. Durch die Demontage der Kriegsmarinewerft entfiel auch ihr Energiebedarf. 1947 wurde das Kraftwerk daher an die Nordwestdeutsche Kraftwerke AG verpachtet, um Teile der Stadt mit Strom zu versorgen. Dazu erhielt das Kraftwerk einen großen Kesselhausanbau, der die Leistung auf 14,5 Megawatt Leistung erhöhte. 1948 wurde der über 70 Meter hohe gemauerte Schornstein vor dem alten Kesselhaus zunächst gekürzt, später dann ganz abgetragen.
Ab 1957 wurde im Rahmen der Wiederbewaffnung auf dem ehemaligen Gelände der Kriegsmarinewerft das Wilhelmshavener Marinearsenal errichtet. Dazu wurde die Befeuerung der Südzentrale auf schweres Heizöl umgestellt, sie versorgte außerdem ab 1963 das Marinearsenal über oberirdisch verlegte Leitungen mit Dampf. Die dafür notwendigen Kessel wurden im alten Kesselhaus installiert, der Kesselhausanbau wurde überflüssig und konnte 1971 abgebrochen werden. 1987 wurde das Gebäude unter Denkmalschutz gestellt. Die auf 30 Jahre abgeschlossenen Pachtverträge mit dem Elektrizitätsversorgungsunternehmen Preußen Elektra liefen 1993 aus und wurden nicht verlängert. Damit endete der Betrieb der Südzentrale als Kraftwerk. Es erfolgte die Stilllegung und der Bund als Eigentümer verkaufte das Gebäude an private Investoren, da die Stadt Wilhelmshaven den notwendigen Kaufpreis aus haushaltspolitischen Gründen nicht aufbringen konnte.
Seit Mitte der 1990er Jahre war die Südzentrale dem Verfall preisgegeben. Durch Vandalismus wurden große Teile der denkmalgeschützten Bausubstanz beschädigt oder zerstört. Der damalige Leiter des kommunalen Hochbauamts (und späterer Hochschullehrer für Architekturgeschichte) Ingo Sommer wies frühzeitig auf den architekturhistorischen Wert des Industriebauwerks hin.
Zur Rettung dieses Bauwerks wurde im Jahr 2002 von Corinna Janßen und Jürgen Engel das Forum Wilhelmshaven ins Leben gerufen. Die Mitglieder des Forums hielten Vorträge über die Südzentrale und brachten sie dadurch regelmäßig in die Presse.
Im Juli 2011 gründete sich der gemeinnützige Verein zum Erhalt der Südzentrale e. V. Ziel ist „Erhalt durch Nutzung“, also die Sicherung, Sanierung und Neunutzung in privater oder öffentlicher Hand. In kurzer Zeit wurden über 2000 Unterschriften für den Erhalt des einmaligen Baudenkmals gesammelt.
Seit Februar 2014 war eine Weiterverwendung des gesamten Geländes und der damit verbundene Abbruch der darauf befindlichen Gebäude geplant. Ende Februar 2014 konnte eine Verschiebung des Abrisses um zwei Monate mit den Eigentümern der Südzentrale vereinbart werden. In dieser Zeit ließ der Verein zum Erhalt der Südzentrale e. V. ein Gutachten über eine weitere Nutzung der Südzentrale erstellen. Der Wilhelmshavener Oberbürgermeister Andreas Wagner machte dem Verein mit Hinweis auf die Haushaltssituation der Stadt jedoch wenig Hoffnung und erklärte, dass ein Kauf der Südzentrale durch die Stadt „wohl nicht in Frage kommt“. Nach seiner „vorsichtigen, aber nicht unrealistischen Schätzung“ war mit 20 bis 30 Millionen Euro für Kauf, Altlastensanierung, Instandsetzung und Inbetriebnahme zu rechnen. Hinzugekommen wären die laufenden Kosten für den Bauunterhalt und Zuschüsse für einen kostendeckenden Betrieb abhängig von der neuen Nutzung.

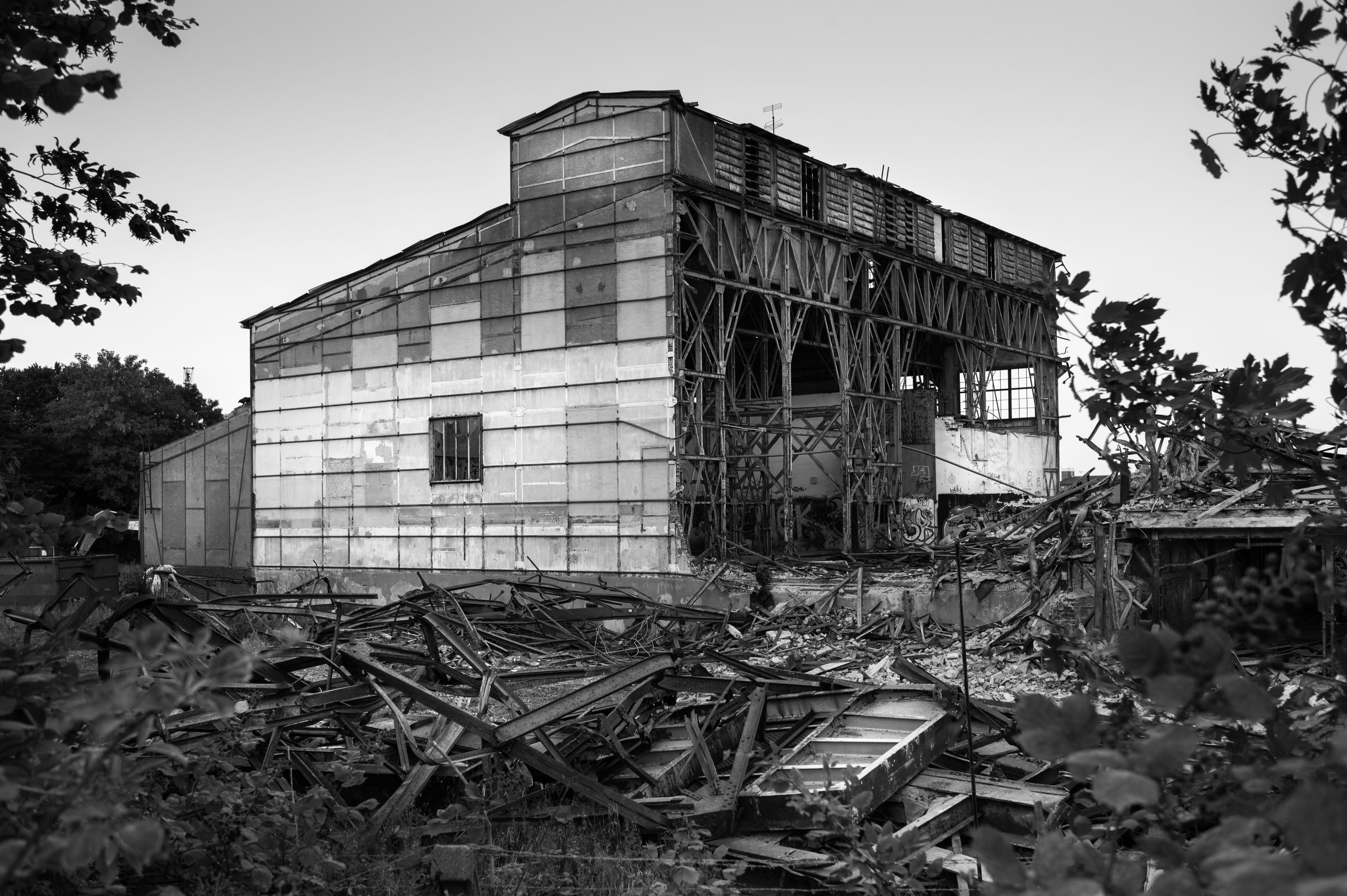
Reste des Gebäudes während der Abrissarbeiten im August 2015

Ende August 2014 begannen die Eigentümer mit einem Abriss von Teilen der Südzentrale. Am 5. August 2015 begannen Bagger mit dem endgültigen Abriss der oberirdischen Teile der Südzentrale, nachdem die Stadt Wilhelmshaven die Genehmigung für den oberirdischen Teilabbruch des denkmalgeschützten Gebäudes verfügt hatte. Lediglich ein Teil des Kesselhauses, in dem geschützte Fledermäuse überwintern, blieb vorläufig erhalten. Am 21. April 2016 wurde auch der letzte Teil des Kesselhauses abgerissen.

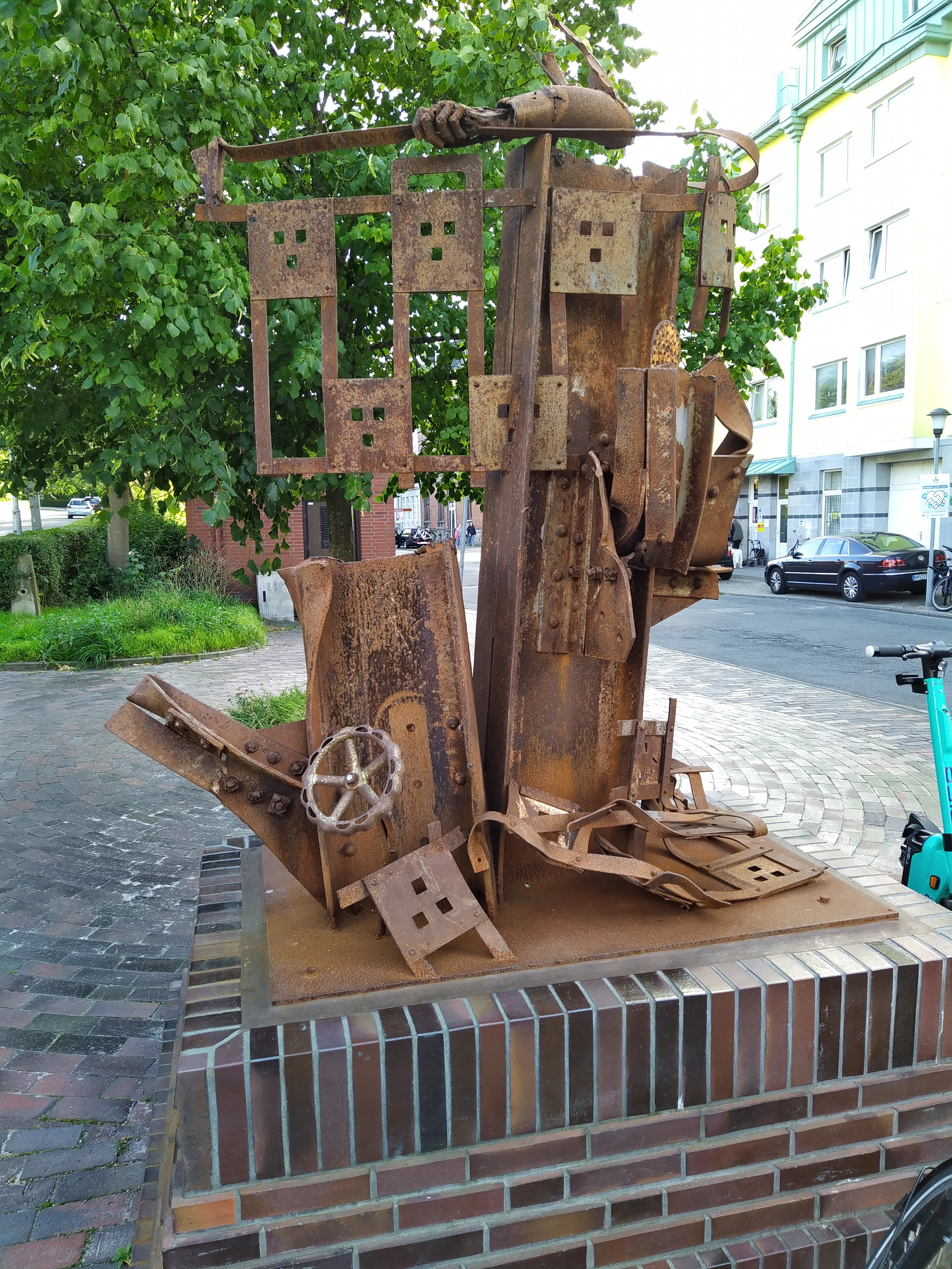
Denkmal an der Rheinstraße

Im Jahr 2020 wurde ein Denkmal aus Schrottteilen des Kraftwerks nahe dem alten Standort errichtet.

## Bildergalerie

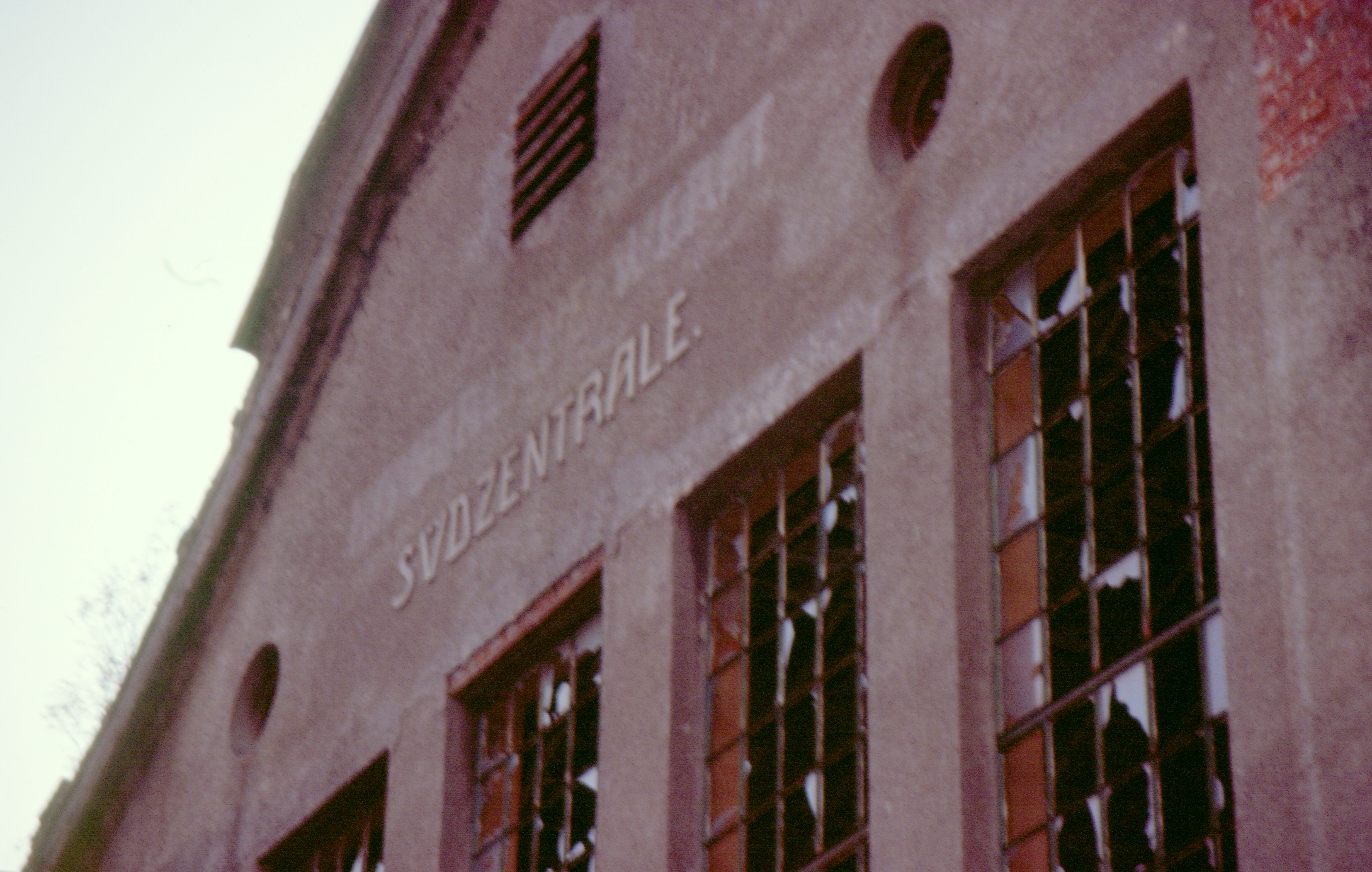
Schriftzug Südzentrale 2001
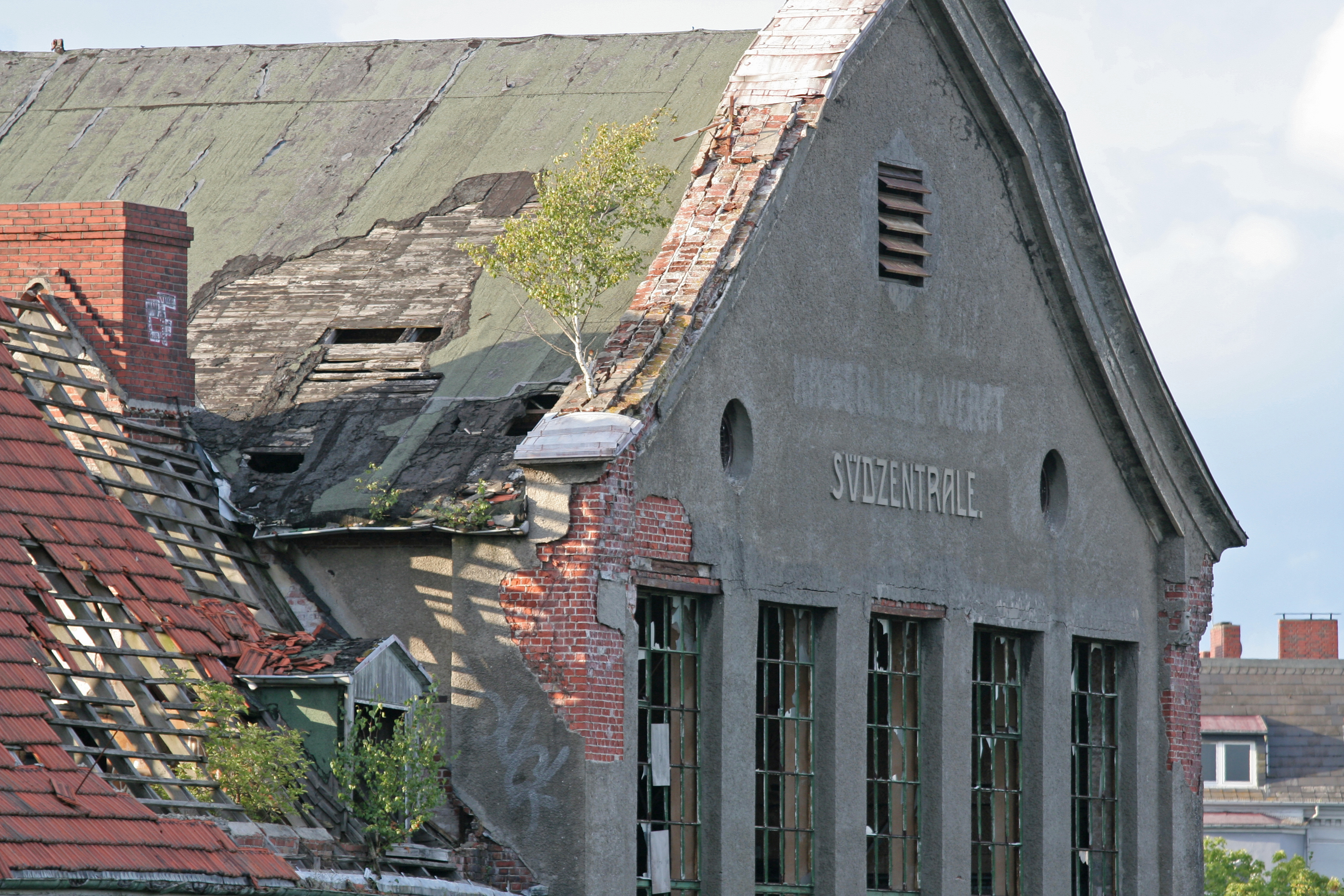
Zustand 2011
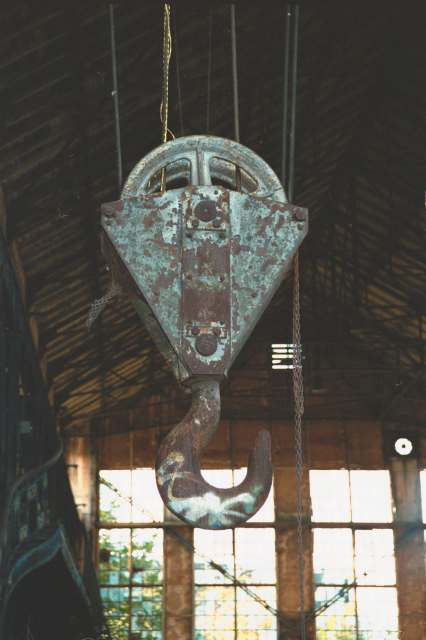
Haken des Brückenkrans 2001
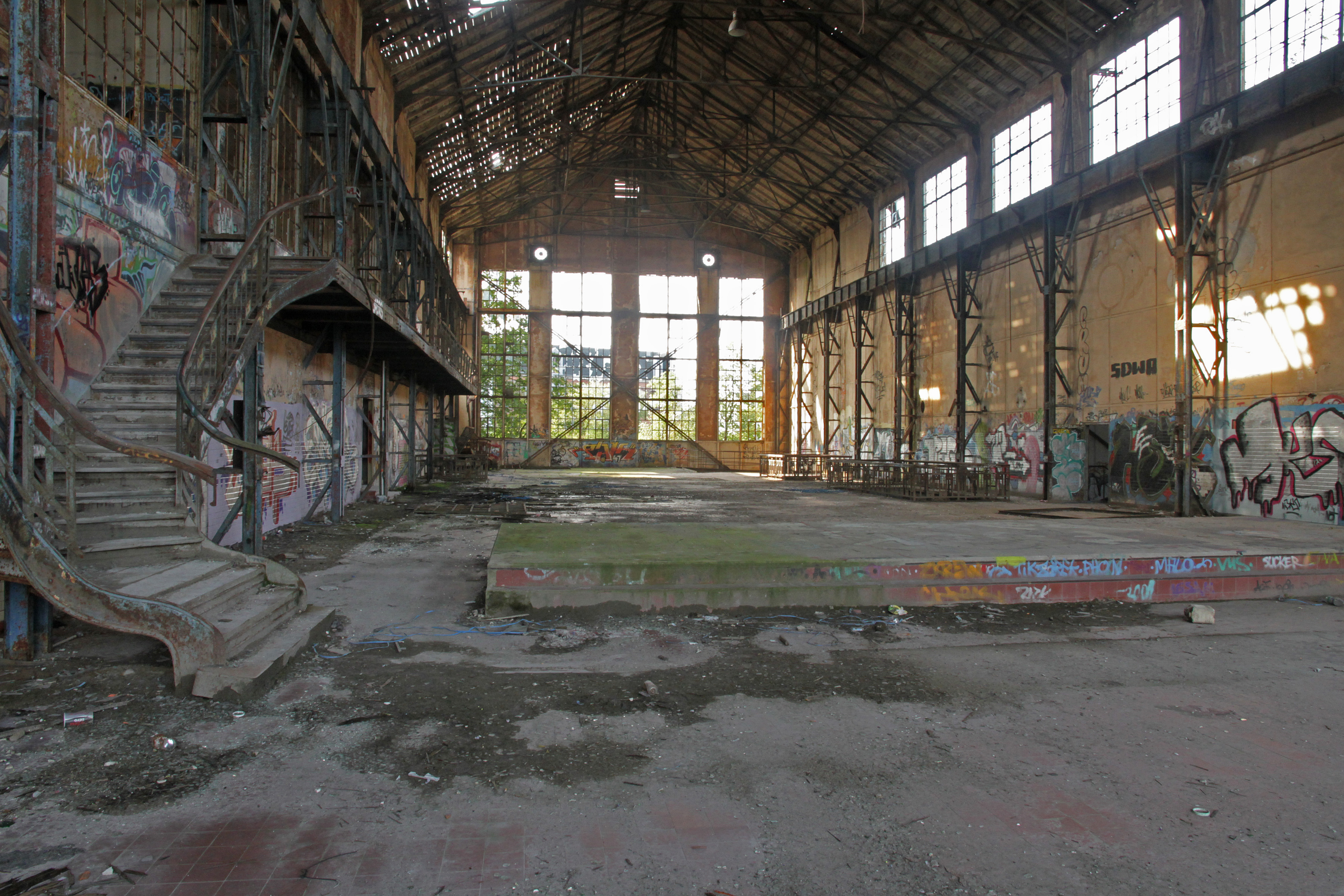
Große Halle, Zustand 2011